# 98.6 Charivari
98.6 Charivari (auch Radio Charivari genannt, lt. BLM-Sendelizenz unter dem Namen 98.6 charivari) ist ein privater Hörfunksender aus Nürnberg. Er gehört zu der Sendergruppe Funkhaus Nürnberg.

Logo bis 2020

## Geschichte
Die Anfänge des Senders liegen in der Oschmann-Müller-Mediengruppe (Telefonbuchverlag). Ab Februar 1986 war das Programm unter dem Namen Neue Welle Franken im Kabelnetz zu empfangen. Der Neustart unter dem Namen Charivari erfolgte am 3. Dezember 1986. Damit ist er noch vor dem Start der terrestrischen Ausstrahlung der zweite Privatsender in der Region. Radio Charivari bewarb sich erfolgreich um eine der fünf am 25. Juli 1986 ausgeschriebenen terrestrischen Frequenzen. Er setzte sich damit gegen insgesamt 36 Bewerber durch, musste sich jedoch bis Mai 2001 die Splitfrequenz mit dem Spartenanbieter Radio Aladin teilen, der das Programm an Sams- und Sonntagen zwischen 14:00 und 18:00 Uhr gestaltete. Am 3. Dezember 1986 konnte Radio Charivari als einer von vier privaten Rundfunkanbietern erstmals über die UKW-Frequenz 98,6 MHz auf Sendung gehen.

## Programm
98.6 Charivari sendet fast ausschließlich Informationen aus der Region. Musikalisch dominiert Unterhaltungsmusik aus den 1980er- und 90er-Jahren. Anfangs in der Kritik wegen übermäßiger Werbung, später wegen eines zu eng gehaltenen Musikformats (wenige hundert Titel in der Rotation), gehört heute Abwechslung zu seinem Selbstbild. Zielgruppe sind heute Hörer zwischen 40 und 60 Jahre (50.000), die Tagesreichweite beträgt 75.000 Hörer, darunter etwa doppelt so viele Frauen (49.000) wie Männer (26.000). Die Stundenreichweite liegt bei 29.000 Nutzern.
Zum aktuellen Moderatorenteam gehören u. a. Christof Öhm in der Morningshow, Jennifer Jung moderiert am Vormittag und Ann-Katrin Glaßl oder Sarina Schönherr am Nachmittag. Frühere Moderatoren waren auch Tatjana Engelhardt, Nina Tasset, Jens Urban, Pit Gregorg und Bianca Bauer-Stadler, die später zum FF Franken Fernsehen wechselte. Die gesetzliche Mitwirkung kirchlicher Verbände erfüllt der Sender mit der Sendung Vitamin C jeden Sonntag.

## Beteiligungsverhältnisse
- Die Neue Welle Rundfunk-Verwaltungsgesellschaft mbH (91,29 %)
- Neue Welle Franken-Antenne Nürnberg Beteiligungs- und Verwaltungsgesellschaft mbH (8,71 %)

Die Sender unter dem Namen Charivari haben unterschiedliche Eigentümeranteile und sind z. T. unabhängig voneinander.

## Empfang
Die terrestrische Sendefrequenz beträgt 98,6 MHz, weiterhin erfolgt die Verbreitung über das Kabelnetz im Großraum Nürnberg und weltweit im Internet. Der Sender ist seit dem 1. November 2012 im Großraum Nürnberg über Digitalradio DAB+ empfangbar.